# Relaciones Colombia-Santa Lucía
Las relaciones Colombia-Santa Lucía son las relaciones diplomáticas entre la República de Colombia y la Santa Lucía. Ambos gobiernos mantienen una relación amistosa desde el siglo XX.

## Historia
Ambos gobiernos establecieron relaciones diplomáticas en 1982.

## Representación diplomática
- Colombia usa su embajada en Kingston como embajada concurrente en Santa Lucía.
- Santa Lucía usa su embajada en Caracas como embajada concurrente en Colombia.